# Veenendaal-Oost
Veenendaal-Oost is een wijk in Veenendaal, in de Nederlandse provincie Utrecht.
Veenendaal Oost telt op 1 januari 2024 6.685 inwoners. 
De wijk is in 2020 in ontwikkeling en moet uiteindelijk bestaan uit de volgende delen:
- Veenderij
- Buurtstede
- Groenpoort

Aan de oostzijde grenst het aan "De Groene Grens", een natuurgebied tussen Veenendaal en Ede. Dit gebied bevindt zich tussen de Dragonderweg en de Zuiderkade.
Er komen meer dan 3.200 woningen.
In de wijk zit ook een buurtwinkelcentrum, ontmoetingshuis, basisscholen en gezondheidszorg.

## In de media
- In april 2020 kwam de buurt in de media vanwege het niet naar behoren functioneren van zonnepanelen op daken.[2]

Wijken: Centrum · Noordoost · Zuidoost · Zuidwest · Noordwest · West

Buurten: Koopcentrum · Vijgendam en omgeving · Schrijverswijk · Beatrixstraat en omgeving · Dragonder-Noord · Dragonder-Oost · Dragonder-Zuid · Spitsbergen · Veenendaal-Oost · Engelenburg · Boslaan en omgeving · Petenbos-West · Petenbos-Oost · De Groene Velden · 't Goeie Spoor en omgeving · Franse Gat · Salamander · Molenbrug · 't Hoorntje · De Pol · De Gelderse Blom · Oudeveen en De Schans en omgeving · Componistenbuurt · Vogelbuurt · Schepenbuurt · Dichtersbuurt
Industriegebieden: Het Ambacht · Nijverkamp · De Faktorij en De Vendel · De Compagnie · De Compagnie-Oost · De Batterijen
Buitengebieden: Fort Buurtsteeg · Bezuiden de Dijkstraat · De Blauwe Hel · Bezuiden de Middelbuurtseweg
Utrecht · Plaatsen in de provincie      Nederland · Provincies · Gemeenten